# هيزل جنكينز
هيزل جنكينز (بالإنجليزية: Hazel Jenkins)‏ (و. 1960 – م)هي سياسية من جنوب أفريقيا .
وهي عضوة في المؤتمر الوطني الأفريقي .